# David Campling
David Campling (* 2. November 1938; † 9. Mai 2013 in Los Angeles, Kalifornien) war ein US-amerikanischer Filmeditor und Tongestalter fürs Kino und Fernsehen.

## Leben und Karriere
Ausgebildet in den Pinewood and Twickenham Studios in Großbritannien verdiente sich David Campling zuerst als Sound-Editor bei Produktionen für Regisseure wie Roman Polański oder John Schlesinger seine Sporen. Für Schlesingers preisgekröntes Drama Sunday, Bloody Sunday war er neben den Kollegen Simon Kaye und Gerry Humphreys 1972 für den BAFTA in der Kategorie British Academy Film Award/Bester Ton nominiert.
Seit Mitte der 1960er Jahre betreute er neben künstlerisch wertvollen Filmen wie Wenn Katelbach kommt... oder das Drama Der Tag der Heuschrecke auch zunehmend Main Stream-Produktionen wie die Dick Clement Komödie To Catch a Spy. In den 1980er Jahren arbeitete er für Michael Winners Vergeltungs-Drama Der Mann ohne Gnade, des Weiteren für James Camerons Science Fiction Kultfilm Der Terminator mit Arnold Schwarzenegger oder Oliver Stones Kriegs-Drama Platoon, für den er eine Nominierung bei den MPSE Golden Reel Awards erhielt.
Seit den frühen 1970er Jahren war David Campling neben seiner Arbeit als Tongestalter auch als Filmeditor aktiv. Er war verantwortlich für den Filmschnitt von in der Mehrheit kommerziell ausgerichtete Kinoproduktionen wie Die Stute von Quentin Masters, Tiger's Tale – Ein Tiger auf dem Kissen von Regisseur Peter Douglas, Robert Gintys Actionfilm The Bounty Hunter oder Der Feind in meinem Haus von Joe Cacaci.
Campling war ein langjähriges BAFTA Vorstandsmitglied in Los Angeles, wo er das Amt des Schatzmeisters innehatte. 2002 produzierte er die Organigramm Hommage an Schlesinger am ägyptischen Theater. Er war Mitbegründer des Heritage Archive Projekt und war verantwortlich für Bearbeitung und Schnitt von vielen Interviews in dieser Serie. Er war auch Mitglied der Motion Picture Sound Editors Gilde.
David Campling verstarb am 9. Mai 2013 im Alter von 74 Jahren in Los Angeles.

## Auszeichnungen
- 1972: BAFTA-Award-Nominierung in der Kategorie British Academy Film Award/Bester Ton für David Campling, Simon Kaye, Gerry Humphreys für Sunday, Bloody Sunday
- 1986: MPSE-Golden-Reel-Award-Nominierung für Platoon

## Filmografie (Auswahl)

### Sound-Editor
- 1966: Wenn Katelbach kommt... (Cul-de-sac)
- 1967: Das total verrückte Krankenhaus (Carry On Doctor)
- 1967: The Magnificent Two
- 1971: To Catch a Spy
- 1971: Sunday, Bloody Sunday
- 1975: Der Tag der Heuschrecke (The Day of the Locust)
- 1982: Der Mann ohne Gnade (Death Wish II)
- 1983: Ein Mann wie Dynamit (10 to Midnight)
- 1983: Top Secret!
- 1984: Der Terminator (The Terminator)
- 1986: In guten und in schlechten Zeiten (Mesmerized)
- 1986: Platoon
- 1988: Midnight Crossing

### Filmeditor
- 1972: Our Miss Fred
- 1978: Die verrückte Liebesklinik (What's Up Superdoc!)
- 1979: Golden Lady (The Golden Lady)
- 1983: Der Fluch des Scarabäus (Scarab)
- 1985: Amos (Fernsehfilm)
- 1985: Dieses Kind gehört mir (This Child Is Mine) (Fernsehfilm)
- 1987: Tiger's Tale – Ein Tiger auf dem Kissen (A Tiger's Tale)
- 1987: Geliebte auf Abruf (Mistress) (Fernsehfilm)
- 1989: Mexican Jackpot (Thieves of Fortune)
- 1991: Das Gesetz der Angst (Don't Touch My Daughter) (Fernsehfilm)
- 1991: Die Rache der Mafia (Dead and Alive: The Race for Gus Farace) (Fernsehfilm)
- 1992: Angst ohne Ende (With Murder in Mind) (Fernsehfilm)
- 1992: Mit den Augen des Mörders (Through the Eyes of a Killer) (Fernsehfilm)
- 1993: Atemlose Flucht (River of Rage: The Taking of Maggie Keene) (Fernsehfilm)
- 1994: Sie lebt zwei Leben (She Led Two Lives) (Fernsehfilm)
- 1995: Die Erinnerung bringt den Tod (Awake to Danger) (Fernsehfilm)
- 1995: Verliebt in einen Frauenschänder (The Stranger Beside Me) (Fernsehfilm)
- 1996: Pick Up – Das Mädchen und der Cowboy (Ruby Jean and Joe)
- 1996: Frankie the Fly
- 1999: Der Feind in meinem Haus (Total Stranger)
- 2000: Sandy Bottom – Konzert für eine Stadt (The Sandy Bottom Orchestra) (Fernsehfilm)
- 2007: Hit for Six
- 2008: Extra Ordinary Barry